# Sukoanyar (Mojo)
Sukoanyar is een bestuurslaag in het regentschap Kediri van de provincie Oost-Java, Indonesië. Sukoanyar telt 4624 inwoners (volkstelling 2010).